# Дяченко Віталій Кузьмич
Дяченко Віталій Кузьмич (1923-2008) — радянський, російський педагог, дидакт. Основоположник теорії колективного способу навчання (КСН), який зробив великий практичний внесок у його становлення.

## Біографія
Від 1983 до 1987 року Віталій Дяченко працював на посаді завідувача кафедри педагогіки і психології Красноярського державного університету. Потім перейшов працювати завідувачем кафедри нових педагогічних технологій Красноярського крайового інституту підвищення кваліфікації працівників освіти (з 1987).
Професор, кандидат педагогічних наук, дійсний член Міжнародної педагогічної академії (з 1996 року).
Автор 15 монографій з дидактики і проблем створення колективного способу навчання.

## Теоретичний і практичний внесок
- Поставив питання про матеріальність і об'єктивність дидактики як науки, про наявність суспільно-історичних етапів розвитку навчання і можливості наукового прогнозування майбутніх етапів.
- Дав визначення сутності навчання як особливим чином організованого спілкування людей, в ході якого відтворюється і засвоюється суспільно-історичний досвід, усі види людської діяльності.
- Увів поняття загальних (базисних) форм організації навчання, на яких будується каркас процесу навчання.
- Розробив принципи організації майбутнього суспільно-історичного способу навчання.
- Розробив різні прийоми і систему організації роботи допомогою взаємонавчання в змінних парах, які безпосередньо сам застосовував у шкільній практиці.[2]

## Персональні сторінки в інтернеті
Віртуальний музей В. К. Дяченко [Архівовано 6 травня 2021 у Wayback Machine.]
Сторінка, присвячена В. К. Дяченку на порталі «Колективний спосіб навчання»

## Твори
- Дьяченко В. К. Общие формы организации процесса обучения: Актуал. пробл. теории и практики обучения. [Архівовано 18 січня 2017 у Wayback Machine.] — Красноярск: Изд-во Краснояр. ун-та, 1984. — 185 с.
- Дьяченко В. К. Организационная структура учебного процесса и её развитие. [Архівовано 18 січня 2017 у Wayback Machine.] — М. Педагогика 1989. — 159 с.
- Дьяченко В. К. Современная дидактика: Теория и практика обучения в общеобразоват. шк.: в 2 ч. Ч. 1 [Архівовано 18 січня 2017 у Wayback Machine.] / Новокузнец. ин-т повышения квалификации. — Новокузнецк: Изд-во ИПК 1996. — 261 с.
- Дьяченко В. К. Современная дидактика: Теория и практика обучения в общеобразоват. шк.: в 2 ч. Ч. 2 [Архівовано 18 січня 2017 у Wayback Machine.] / Новокузнец. ин-т повышения квалификации. — Новокузнецк: Изд-во ИПК 1996. — 334 с.
- Дьяченко В. К. Сотрудничество в обучении: О коллектив. способе учеб. работы [Архівовано 11 жовтня 2018 у Wayback Machine.]: Кн. для учителя. — М. Просвещение 1991.
- Дьяченко В. К. Дидактика: учебное пособие для системы повышения квалификации работников образования: в 2-х томах. — М: Народное образование, 2006. Т. 1. — 400с. ; Т. 2. — 384 с.
- Дьяченко В. К. Коллективный способ обучении: дидактика в диалогах. — М.: Народное образование, 2004. — 352 с.
- Дьяченко В. К. Новая дидактика. [Архівовано 18 січня 2017 у Wayback Machine.] — М.: Народное образование, 2001. — 496 с.
- Дьяченко В. К. Основное направление развития образования в современном мире. — М.: Школьные технологии, 2005. — 512 с.
- Дьяченко, В. К. Развивающее обучение и новейшая педагогическая технология. — Красноярск: КК ИПК РО, 1998. — 436 с.
- Дьяченко В. К. Реформирование школы и образовательные технологии: в 2 ч. — Красноярск, Новокузнецк: ИПК РО, 1999.
- Дьяченко В. К. Новая педагогическая технология и её звенья. Демократическая система обучения по способностям: Изд-во Краснояр. ун-та, 1994. — 182 с.